# S 중독자의 고백
S 중독자의 고백(Diary Of a Sex Addict, Diary Of A Nymphomaniac)은 스페인에서 제작된 크리스티안 몰리나 감독의 2008년 드라마 영화이다. 베렌 파브라 등이 주연으로 출연하였고 마리비 드 빌라누에바 등이 제작에 참여하였다.

## 출연

### 주연
- 베렌 파브라
- 레오나르도 스바라글리아
- 르룸 바레라
- 안젤라 몰리나
- 제랄딘 채플린

### 조연
- 페드로 구티에레즈
- 호세 차베스
- 호르헤 야만
- 안토니오 가리도
- 하우메 가르시아 아리자
- 데이빗 베르트
- 하비에르 코로미나
- 주디스 디아크헤이트

## 제작진
- 각색: 쿠카 카날스
- 라인프로듀서: 칼라 페레즈 드 알베니즈
- 세트: 니나 카우사
- 세트: 누리아 무니
- 배역: 크리스티나 캠포스